# Lac de Fiastra
Le lac de Fiastra est un lac artificiel situé dans la province de Macerata dans la région italienne des Marches.

## Histoire et description
Les travaux ont débuté en 1955 dans le but de fournir de l'électricité dans la vallée du Fiastrone. Il est situé à Fiastra dans la province de Macerata, dans la région des Marches. Sa surface est de 2 km2. Le lac est situé dans le parc national des Monts Sibyllins et est alimenté par les eaux du Fiastrone et d'affluents mineurs. Le lac est connu pour des événements tels que le «Triathlon Monts Sibyllins » ou des compétitions de pêche sportive. Les rives du côté gauche du barrage sont très raides, tandis que le côté droit est bordé par une piste cyclable qui permet d'accéder au lac. Un chemin de terre qui part du barrage du lac permet d'atteindre les Lame Rosse (it).